# Městské opevnění (Osoblaha)
Městské opevnění v Osoblaze v Moravskoslezském kraji je soubor zlomkovitě dochovaných částí hradeb, které ve středověku chránily město. Nevelké pozůstatky hradby jsou chráněny jako kulturní památka.

## Historie
Nevelké zbytky hradeb a ojedinělé zmínky v historických pramenech neumožňují detailní popis vývoje a podoby osoblažských hradeb. Osídlení nad soutokem řeky Osoblahy a Lesného potoka vzniklo v první polovině třináctého století. Pravděpodobně biskup Bruno ze Schauenburku obec v šedesátých letech třináctého století povýšil na město. Existenci opevnění dokládá listina z roku 1275, podle které měl biskupský hrad stát u městské hradby. V roce 1389 městu biskup Mikuláš z Riesenburka daroval právo odúmrti s podmínkou, že se musí, s ohledem na nebezpečnou polohu u zemské hranice, opevnit. Během husitských válek bylo město zřejmě poškozeno a roku 1448 ho dostal na deset let do zástavy Štěpán Malý z Vítkovic s podmínkou, že ve městě vybuduje zámek. Není jasné, zda mělo jít o stavbu na místě staršího vrchnostenského sídla nebo o novostavbu. Nejasná je poloha hradu, který nejspíše mohl stávat na severním okraji města, kde později vzniklo židovské osídlení. Méně pravděpodobná je poloha hradu severně od Horní brány.

## Stavební podoba
Středověké město stálo na široké ostrožně. Mělo nepravidelně oválný půdorys a rozlohu asi 11,5 hektaru. Pro poznání podoby opevnění je důležitý plán města z roku 1728. Podle něj město obklopovala hradba založená na hraně svahu ostrožny, která byla podle zobrazení od F. B. Wernera z poloviny osmnáctého století zakončena cimbuřím. Nejméně na jihozápadě ji lemoval příkop. Jeho pozůstatkem je terénní sníženina jihozápadně od místa, kde stával kostel. Hradba se dochovala jen torzovitě na třech místech: na severu, severovýchodě a jihovýchodně od bývalého kostela. Zeď židovského hřbitova obsahuje fragment okrouhlé věže.
Vstup do města umožňovala trojice bran, které měly pravděpodobně podobu průjezdních věží. Tzv. Prudnická brána stávala přibližně v místech křížení Celní a Klášterní ulice. Od jihozápadu se do města vjíždělo Horní bránou na jižním konci Hlavní ulice a od severovýchodu Dolní bránou, která bývala na křižovatce ulic Hrnčířské a Ke Střelnici. Na mapě stabilního katastru už brány chybějí.
Opevnění se během doby nerozvíjelo. Postaveno snad bylo jen několik věží v důležitých bodech obvodu města, ale ucelený systém věží a bašt chyběl. Ovšem je možné, že tyto obranné prvky zanikly v době po husitských válkách. Několik věží je zobrazeno na mapě prvního vojenského mapování, která před Horní branou zachytila také stavbu připomínající barbakan.